# Arbatskaja (stanice metra v Moskvě)

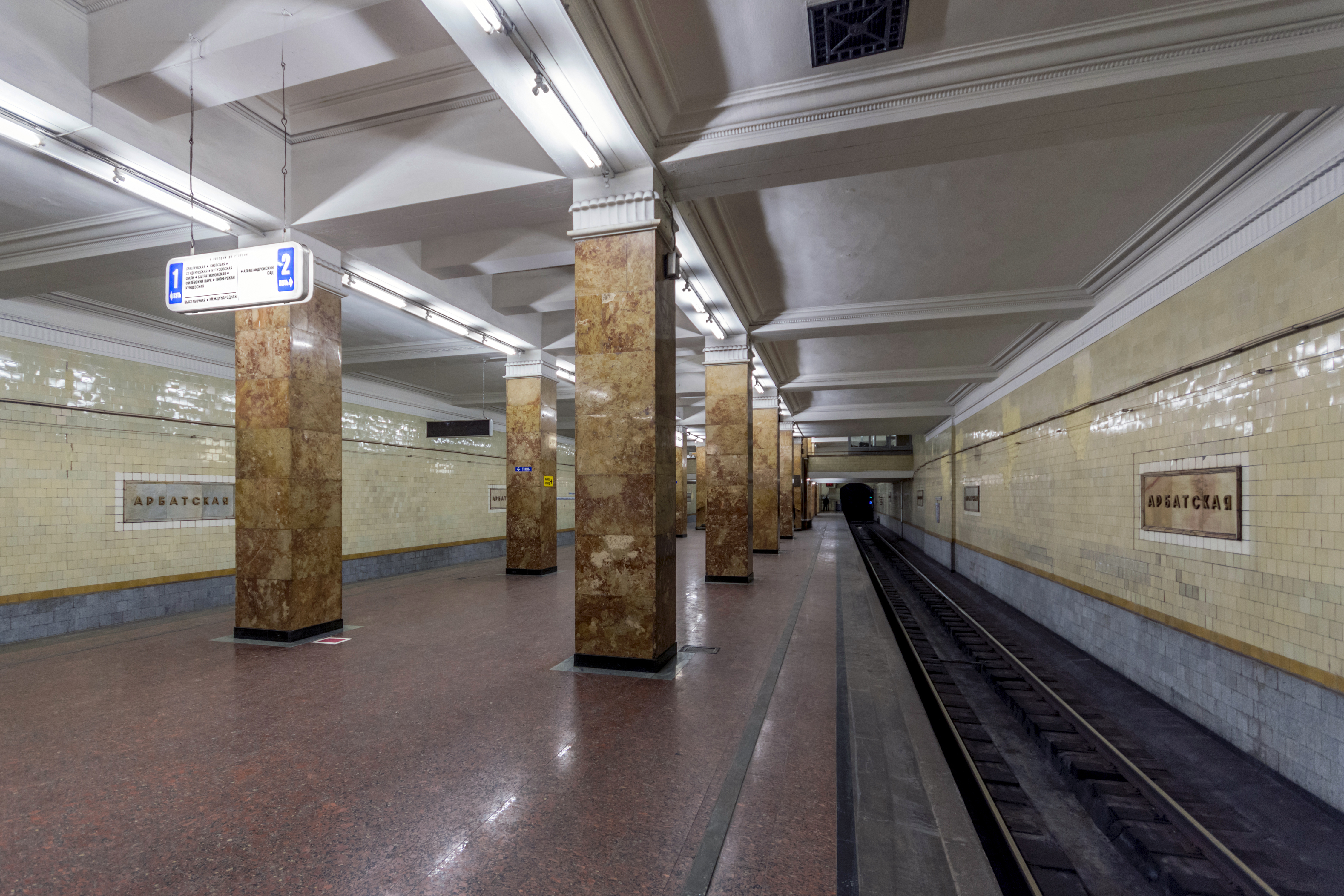
Nástupiště stanice, Filjovskaja

Arbatskaja (rusky Арбатская) je stanice moskevského metra na Arbatsko-Pokrovské a Filjovské lince. Rozkládá se pod ulicí Arbat v centru města.

## Nástupiště na Arbatsko-Pokrovské lince
Arbatskaja je podzemní, ražená, přestupní stanice. Je součástí nejstaršího úseku třetí linky; otevřena byla 5. dubna 1953. Nahradila starší stanici z 30. let, která byla roku 1941 poničena bombou; nyní patří starší nástupiště Filjovské lince.
Arbatskaja je jedna z nejznámějších stanic moskevského metra. Nachází se 40 m hluboko pod zemí, její nástupiště je jedno z nejdelších v celé sítí metra; měří 250 m. Pilíře stanice plynule přecházejí v klenbu všech tří lodí. Ta není jako u ostatních stanic kruhová, ale elipsovitá. Stěny jsou omítnuté, s různými pseudobarokními ornamenty; stěny za nástupištěm jsou pak obloženy dlaždicemi. Osvětlení zajišťují lustry, které jsou umístěné v střední lodi ve dvou, a v bočních po jedné řadě.
Ze stanice vede jeden přímý výstup do povrchového vestibulu. Ten prošel rekonstrukcí; mezi 18. květnem 2006 a 3. zářím 2007 byl uzavřen, vyměněny byly i původní eskalátory, staré více než 50 let. Přestup je možný do stanic Biblioteka imeni Lenina, Aleksandrovskij sad a Borovickaja. Není však umožněn přestup na nástupiště Arbatské na Filjovské lince, což dodnes mate mnoho cestujících.

## Nástupiště na Filjovské lince

### Historie
Tato stanice je nejstarší, zprovozněna byla již roku 1935 jako jedna z prvních a je tedy nejstarší na celé lince. Původně byla součástí Sokolničeské linky, od níž byla oddělena a přidělena k lince Arbatsko-Pokrovské. Za druhé světové války při bombardování Moskvy byla poničena německou bombou. V dobách vrcholu stalinismu byla uzavřena a vzniklo nové nástupiště, ražené a hluboko pod zemí, později došlo však k jejímu opětovnému otevření; od této doby je to východní konečná Filjovské linky. S novou částí není propojena.

### Popis nástupiště a vestibulu
Nástupiště je ostrovní, hloubené, podpírané dvěma řadami sloupů. Ty jsou obložené růžovým mramorem, obklad stěn za kolejemi tvoří dlaždice. Vzhled a ztvárnění se podobá stanici Park Kultury, a některým jiným stanicím v Berlíně. Má jeden výstup, vyvedený do velkého povrchového vestibulu originální pětiboké konstrukce (vestibul má zhruba čtvercový půdorys, se čtyřmi zaoblenými stěnami, v současné době natřenými červenou barvou, díky čemuž je dobře rozpoznatelný). Plánuje se však vybudovat druhý výstup, zhruba v horizontu roku 2008. Zatím však nebyly ujasněné plány, jak by měl výstup zhruba vypadat.